# Bobo, vita da cani
Bobo, vita da cani (Walk Like a Man) è un film del 1987 diretto da Melvin Frank.
È un film commedia statunitense con Christopher Lloyd, Howie Mandel e Cloris Leachman.

## Trama
Da bambino, Bobo viene separato dalla sua famiglia durante un viaggio in campeggio. Dopo essere stato allevato da cani selvatici per vent'anni, Bobo viene scoperto dal ricercatore animale Penny, che lo riporta alla sua famiglia e tenta di insegnare a Bobo come riadattarsi alla vita con gli umani. Mentre sua madre è felicissima di rivederlo, il fratello maggiore di Bobo, Henry, è più preoccupato di perdere la sua parte di eredità. Mentre Bobo procede con le lezioni di Penny, Henry complotta per farlo eliminare.

## Produzione
Il film, diretto da Melvin Frank su una sceneggiatura di Robert Klane, fu prodotto da Leonard C. Kroll per la Metro-Goldwyn-Mayer e girato nella Shand Family House a Los Angeles, nella Big Bear Valley e a Crestline in California.

## Distribuzione
Il film fu distribuito con il titolo Walk Like a Man negli Stati Uniti dal marzo 1987 del 1987 al cinema dalla Metro-Goldwyn-Mayer.
Alcune delle uscite internazionali sono state:
- in Finlandia (Bobo)
- in Germania Ovest (Bobo e Krach um Bobo)
- in Ungheria (Kelj fel és járj)
- in Romania (Lupul îsi schimba parul)
- in Italia (Bobo, vita da cani)

## Critica
Secondo il Morandini "Howie Mandel è un comico la cui (relativa) fortuna è un mistero anche per gli spettatori americani". Gli interpreti risulterebbero, nel complesso, "bravi, ma sprecati in questa commediaccia puerile e sgangherata". Secondo Leonard Maltin il film è una "commedia puerile con un cast che meriterebbe molto di più".